# Communauté de communes Celavu-Prunelli
La communauté de communes Celavu-Prunelli est une communauté de communes française, située dans le département de la Corse-du-Sud et la région Corse.

## Histoire
- 1er septembre 1993 : création de la communauté de communes de la Haute Vallée de la Gravona dont le siège est situé à Carbuccia et qui rassemble 5 communes.

- 1er janvier 2017 : les communes de Bastelica, Bastelicaccia, Eccica-Suarella, Ocana et Tolla, issues de la communauté de communes de la vallée du Prunelli, rejoignent la communauté de communes.
- 15 mai 2017 : la communauté de communes prend le nom de « communauté de communes Celavu-Prunelli » et son siège est transféré à Bastelicaccia[1].

## Composition
La communauté de communes est composée des 10 communes suivantes :

| Nom                   | Code Insee | Gentilé                        | Superficie (km2) | Population (dernière pop. légale) | Densité (hab./km2) |
| --------------------- | ---------- | ------------------------------ | ---------------- | --------------------------------- | ------------------ |
| Bastelicaccia (siège) | 2A032      | Bastilcacci ou Bastelicacciais | 18,21            | 4 258 (2022)                      | 234                |
| Bastelica             | 2A031      | Bastelicais                    | 127,69           | 517 (2022)                        | 4                  |
| Bocognano             | 2A040      | Bocognanais                    | 71,12            | 393 (2022)                        | 5,5                |
| Carbuccia             | 2A062      | Carbucciais                    | 14,35            | 380 (2022)                        | 26                 |
| Eccica-Suarella       | 2A104      |                                | 14,47            | 1 369 (2022)                      | 95                 |
| Ocana                 | 2A181      | Ocanais                        | 26,06            | 643 (2022)                        | 25                 |
| Tavera                | 2A324      |                                | 32,43            | 433 (2022)                        | 13                 |
| Tolla                 | 2A326      | Tollais                        | 25,45            | 121 (2022)                        | 4,8                |
| Ucciani               | 2A330      | Uccianais                      | 28,36            | 503 (2022)                        | 18                 |
| Vero                  | 2A345      |                                | 23,39            | 629 (2022)                        | 27                 |

## Démographie
| 1968  | 1975  | 1982  | 1990  | 1999  | 2008  | 2013  | 2019  |
| ----- | ----- | ----- | ----- | ----- | ----- | ----- | ----- |
| 4 008 | 3 748 | 4 441 | 4 786 | 6 078 | 7 422 | 8 142 | 8 943 |